# Wewnątrzwspólnotowe nabycie towarów
Wewnątrzwspólnotowe nabycie towarów (WNT) – nabycie towarów dotyczy podatników nabywających prawa do rozporządzania jako właściciel towarami, które w wyniku dokonanej dostawy są wysyłane lub transportowane na terytorium państwa członkowskiego innego niż terytorium państwa członkowskiego rozpoczęcia wysyłki lub transportu przez dokonującego dostawy, nabywcę towarów lub na ich rzecz.
Dane prawo uzyskują podatnicy, gdy:
1) nabywcą towarów jest:
a) podatnik, o którym mowa w art. 15, lub podatnik podatku od wartości dodanej, a nabywane towary mają służyć działalności gospodarczej podatnika,
b) osoba prawna niebędąca podatnikiem, o którym mowa w lit. a – z zastrzeżeniem art. 10;
2) dokonujący dostawy towarów jest podatnikiem, o którym mowa w pkt 1 lit. a.
Dodatkowo również w przypadku, gdy:
1) nabywcą jest podmiot inny niż wymieniony w ust. 2 pkt 1,
2) dokonującym dostawy towarów jest podmiot inny niż wymieniony w ust. 2 pkt 2 – jeżeli przedmiotem nabycia są nowe środki transportu.

## Wyłączenia
Według art. 10. [Wyłączenia] ustawy o podatku od towarów i usług, wewnątrzwspólnotowe nabycie towarów przede wszystkim nie występuje w przypadku, gdy:
1) dotyczy towarów, do których miałyby odpowiednio zastosowanie przepisy art. 45 ust. 1 pkt 9, art. 80, art. 83 ust. 1 pkt 1, 3, 6, 10 i 18, z uwzględnieniem warunków określonych w tych przepisach;
oraz gdy dotyczy towarów innych niż wymienione w pkt 1 nabywanych przez:
a) rolników ryczałtowych dla prowadzonej przez nich działalności rolniczej,
b) podatników, którzy wykonują jedynie czynności inne niż opodatkowane podatkiem i którym nie przysługuje prawo do obniżenia kwoty podatku należnego o kwotę podatku naliczonego
przy nabyciu towarów i usług,
c) podatników, u których sprzedaż jest zwolniona od podatku na podstawie art. 113 ust. 1 i 9,
d) osoby prawne, które nie są podatnikami
– jeżeli całkowita wartość wewnątrzwspólnotowego nabycia towarów na terytorium kraju nie przekroczyła w trakcie roku podatkowego kwoty 50 000 zł;
Nie dotyczy dostawy towarów, w wyniku której ma miejsce wewnątrzwspólnotowe nabycie towarów na terytorium kraju:
a) nie stanowiła u podatnika, o którym mowa w art. 15, albo nie stanowiłaby u podatnika podatku od wartości dodanej dostawy towarów, o której mowa w art. 7, lub stanowiła albo
stanowiłaby taką dostawę towarów, ale dokonywaną przez podatnika, u którego sprzedaż jest zwolniona od podatku na podstawie art. 113 ust. 1 i 9, albo podatnika podatku od wartości
dodanej, do którego miałyby zastosowanie podobne zwolnienia, z wyjątkiem przypadku, gdy przedmiotem dostawy są nowe środki transportu, lub
b) stanowiłaby dostawę towarów, o której mowa w art. 22 ust. 1 pkt 2;
Nie dotyczy również towarów, o których mowa w art. 120 ust. 1, w wyniku której ma miejsce wewnątrzwspólnotowe nabycie towarów na terytorium kraju, jest opodatkowana podatkiem od wartości dodanej na terytorium państwa członkowskiego rozpoczęcia wysyłki lub transportu towarów na zasadach odpowiadających regulacjom zawartym w art. 120 ust. 4 i 5, a nabywca posiada dokumenty jednoznacznie potwierdzające nabycie towarów na tych zasadach.
Jak również nie dotyczy dostawy towarów, o których mowa w art. 120 ust. 1, w wyniku której ma miejsce wewnątrzwspólnotowe nabycie towarów na terytorium kraju, jest dokonywana przez organizatora aukcji (licytacji) oraz do dostawy tej zastosowano szczególne zasady opodatkowania podatkiem od wartości dodanej obowiązujące w państwie członkowskim rozpoczęcia transportu lub wysyłki, stosowane do dostaw towarów dokonywanych przez organizatora aukcji (licytacji), wyłączające uznanie dostawy towarów za czynność odpowiadającą wewnątrzwspólnotowej dostawie towarów, pod warunkiem posiadania przez nabywcę dokumentów jednoznacznie potwierdzających nabycie towarów na tych szczególnych zasadach.

## Rozliczenie Wewnątrzwspółnotowego Nabycia Towarów (WNT)
Rozliczenie WNT zgodnie z ustawą o VAT przez czynnego podajnika VAT.
Zgodnie z obowiązującymi przepisami ustawy o VAT w wewnątrzwspólnotowym nabyciu towarów obowiązek podatkowy powstaje z chwilą wystawienia faktury przez podatnika podatku od wartości dodanej, nie później jednak niż 15. dzień miesiąca następującego po miesiącu, w którym dokonano dostawy towaru będącego przedmiotem wewnątrzwspólnotowego nabycia.
Podstawę opodatkowania stanowi kwota, którą zapłacił nabywca. Może być powiększona o cła, podatki, opłaty oraz inne należności związane z nabyciem towaru z wyłączeniem podatku VAT.
Zgodnie z powstałym obowiązkiem podatkowym podatnik może obniżyć kwotę podatku należnego o kwotę podatku naliczonego, co sprawia że w ogólnym rozrachunku podatek jest neutralny.
Transakcja WNT musi być wykazana w deklaracji JPK_V7M lub JPK_V7K, pliku JPK oraz w deklaracji VAT UE.
Rozliczenie WNT zgodnie z ustawą o VAT przez podatnika zwolnionego z VAT.
Jeżeli nabywcą towarów w ramach WNT jest podatnik zwolniony z VAT ze względu na obroty, to nie wystąpi u niego WNT, jeżeli w danym roku podatkowym całkowita wartość WNT nie przekroczyła kwoty 50 000,00 zł. 
Zgodnie z powyższym podatnik nie rozlicza WNT. Nie musi się on także rejestrować na potrzeby rozliczania transakcji unijnych (VAT UE).
Po przekroczeniu progu 50 000,00 zł podatnik zobligowany jest do zarejestrowania się do VAT UE, musi składać deklarację VAT-8 oraz informację podsumowującą – deklaracja VAT UE.
Rozliczeni WNT a CIT/PIT.
Poniesione wydatki na zakup towarów handlowych od kontrahenta z innego kraju UE wykazywane są w kosztach uzyskania przychodów w taki sam sposób jak zakup od kontrahenta krajowego:
1.	Podatnik prowadzący księgi handlowe – wydatki na zakup towarów handlowych będą kosztami bezpośrednio związanymi z przychodami. Zaliczenie do kosztów będzie następowało z chwilą uzyskania przychodu ze sprzedaży tych towarów.
2.	Podatnik prowadzący podatkową księgę przychodów i rozchodów – zakup towarów handlowych generalnie ujmuje się jako koszt z datą wystawienia faktury.